# Александр (Голицын)
Архиепи́скоп Алекса́ндр (англ. Archbishop Alexander, в миру Алекса́ндр Ю́рьевич Голи́цын, англ. Alexander George Golitzin; 27 мая 1948, Бербанк, Калифорния) — епископ Православной церкви в Америке, епископ Толедский и Болгарский.
Тезоименитство — 23 мая (благоверного князя Александра Невского).

## Биография
Родился в 1948 году в Бербанке, детство провёл в Тарзане (ныне в черте города Лос-Анджелес), штат Калифорния, США, в семье принадлежащей к русскому княжескому роду. Вырос прихожанином местного Иннокентиевского храма.
Получил степень бакалавра искусств по английскому языку в Калифорнийском университете в Беркли, а затем — степень магистра богословия (M. Div.) в Свято-Владимирской семинарии под Нью-Йорком.
В 1973 году поехал продолжать учёбу в Англии. Затем провёл семь лет в пост-докторантуре в Оксфордском университете, в Англии, под руководством митрополита Каллиста (Уэра). Из этого срока два года провёл в Греции, включая один год в монастыре Симонопетра на Святой Горе Афон под руководством архимандрита Емилиана (Вафидиса). Защитил диссертацию о Дионисии Ареопагите. Получив степень доктора философии в 1980 году возвратился в США.
21 ноября 1982 года был рукоположен во диакона, а 26 февраля 1984 года — во иерея.
В 1986 году в монастыре Симонапетра был пострижен в монашество архимандритом Емилианом (Вафидисом).
Служил в миссиях Православной Церкви в Америке в северной Калифорнии, возглавлял миссионерский комитет Сан-Францисской епархии.
В 1989 году назначен преподавателем на богословском факультете иезуитского Маркеттского университета в Милуоки. Его академическая специализация здесь относилась к аскетической и та́инственной традиции Восточной Церкви с особым упором на связь с межзаветным раввинистским иудаизмом. Преподавал патристику и курс о Дионисии Ареопагите. Имел звание профессора богословия. Преподавал там до конца апреля 2012 года.
В течение 22 лет до апреля 2012 года прослужил в церкви святых Кирилла и Мефодия в Милуоки. В 2003 и 2008 годах упоминается в сане игумена.
В июне 2010 года Болгарская епархия ПЦА приступила к поиску кандидата на замещение вдовствующей после смерти в 2007 году архиепископа Кирилла (Йончева) епископской кафедры. «Из 22 возможных кандидатов, рассматривавшихся на первом этапе поиска, после интенсивного процесса обзора, были представлены два кандидата пятому епархиальному Конгрессу-Собору в июне 2011 года». Особое епархиальное собрание Болгарской епархии Православной Церкви в Америке 9 июня 2011 года назвало его кандидатом в епископы для этой вдовствующей кафедры.
4 октября 2011 года на заседании Священного Синода Православной Церкви в Америке избран епископом Толедской епархии. Его хиротония была намечена на начало мая 2012 года, ко времени, когда он завершит свою преподавательскую деятельность в университете Маркетт. К тому времени болгарская епархия насчитывала 19 приходов и миссий. Тогда же возведён в сан архимандрита.
5 мая 2012 года в Россфордском Георгиевском соборе хиротонисан во епископа Толедского и Болгарского. Хиротонию совершили: митрополит всей Америки и Канады Иона (Паффхаузен), архиепископ Детройтский Нафанаил (Попп), епископ Бостонский Никон (Лайолин), епископ Филадельфийский Тихон (Моллард), епископ Сан-Францисский Вениамин (Питерсон), епископ Питтсбургский Мелхиседек (Плеска), епископ Нью-Йоркский Михаил (Дахулич), епископ Чикагский Матфий (Моряк), епископ Диарборн-Хайтский Ириней (Дувля), епископ Балтиморский Марк (Мэймон) и епископ Квебекский Ириней (Рошон).
Решением Архиерейского Синода Православной Церкви в Америке от 7-10 мая 2012 года был назначен председателем Отдела внешних отношений Православной Церкви в Америке.
С 9 июля по 13 ноября 2012 года временно управлял Вашингтонской епархией.
15 апреля 2013 года в связи уходом на покой епископа Матфия (Моряка) назначен временным управляющим Епархией Среднего Запада.
29 марта 2016 года Священным Синодом Православной Церкви в Америке избран правящим архиереем Епархии Далласа и Юга с оставлением правящим архиереем Болгарской епархии, при этом он стал титуловаться: «епископ Далласский, Юга и Болгарской епархии».
30 марта 2017 года Священный Синод ПЦА в ходе своей весенней сессии 2017 года принял решение о возведении епископа Александра в сан архиепископа.

## Труды
книги
- Et introibo ad altare dei: The Mystagogy of Dionysius Areopagita, Thessalonika, 1994.
- St Symeon the New Theologian on the Mystical Life: The Ethical Discourses, 3 vols., St. Vladimir’s Seminary Press, 1995—1997.
- The Living Witness of the Holy Mountain. — South Canaan: Saint Tikhon Seminary Press, 1995.
- New Light from the Holy Mountain, St. Tikhon’s Seminary Press, South Canaan, 1996.
- Historical Dictionary of the Orthodox Church [с Михаилом Прокуратом и Майклом Питерсоном], Scarecrow Press, 1996.
- St Symeon the New Theologian on the Mystical Life: The Ethical Discourses, 3. vol. — Crestwood, 1995—1997.
- Mistagogia: Experienta lui Dumnezeu in Ortodoxie, Sibiu, 1998 (на румынском языке).
- Mystagogy: A Monastic Reading of Dionysius Areopagita (недоступная ссылка). Cistercian Publications (2013)

статьи
- «Liturgy and Mysticism: The Experience of God in Eastern Orthodox Christianity» (part 1)
- «Liturgy and Mysticism: The Experience of God in Eastern Orthodox Christianity» (part 2).
- Review of Hilarion Alfeyev, The Spiritual World of Isaac the Syrian (Cistercian Publications, 2000) // St Vladimir’s Theological Quarterly 46 (2002): 285—290.
- «The Mysticism of Dionysius Areopagita: Platonist or Christian?» // Mystics Quarterly 19 (1993): 98-114.
- «Hierarchy Versus Anarchy: Dionysius Areopagita, Symeon the New Theologian, Nicetas Stethatos, and Their Common Roots in the Ascetical Tradition», // St Vladimir’s Theological Quarterly 38 (1994): 131—179.
- «Anathema! Some Historical Perspectives on the Athonite Statement of May 1995,» // St. Nersess Theological Review 3 (1998): 103—117
- «'A Contemplative and a Liturgist': Father Georges Florovsky on the Corpus Dionysiacum», // St Vladimir’s Theological Quarterly 43 (1999): 131—161.
- «Revisiting the 'Sudden': Epistle III in the Corpus Dionysiacum», // Studia Patristica 37 (2001): 482—491.
- «Many Lamps Are Lightened From the One: Paradigms of the Transformational Vision in the Macarian Homilies», // Vigiliae christianae 55 (2001): 281—298 [with Andrei Orlov]
- «Earthly Angels and Heavenly Men: The Old Testament Pseudepigrapha, Nicetas Stethatos, and the Tradition of Interiorized Apocalyptic in Eastern Christian Ascetical and Mystical Literature», // Dumbarton Oaks Papers 55 (2001): 125—153.
- «Adam, Eve, and Seth: Pneumatological Reflections On An Unusual Image in Gregory of Nanzianus’s Fifth Theological Oration», // Anglican Theological Review 83 (2001): 537—546.
- «Dionysius Areopagites in the Works of Saint Gregory Palamas: On the Question of a 'Christological Corrective' and Related Matters», // Saint Vladimir’s Theological Quarterly 46 (2002): 163-90.
- «The Demons Suggest an Illusion of God’s Glory in a Form: Controversy Over the Divine Body and Vision of Glory in Some Late Fourth, Early Fifth Century Monastic Literature», // Studia Monastica 44 (2002): 13-44.
- "A Testimony to Christianity as Transfiguration: The Macarian Homilies and Orthodox Spirituality, " Orthodox and Wesleyan Spirituality (ed. S. T. Kimbrough; Crestwood, N.Y.) // St. Vladimir’s Seminary Press, 2002, 129—156
- «Dionysius Areopagita: A Christian Mysticism?» // Pro Ecclesia 12 (2003): 161—212.
- «The Place of the Presence of God: Aphrahat of Persia’s Portrait of the Christian Holy Man», ΣΥΝΑΞΙΣ ΕΥΧΑΡΙΣΤΙΑΣ: Studies in Honor of Archimandrite Aimilianos of Simonos Petras, Mount Athos // Athens: Indiktos, 2003, 391—447.
- «The Image and Glory of God in Jacob of Serug’s Homily, On That Chariot That Ezekiel the Prophet Saw», // Saint Vladimir’s Theological Quarterly 46 (2003): 323—364.
- "'Suddenly, Christ': The Place of Negative Theology in the Mystagogy of Dionysius Areopagites, " Mystics: Presence and Aporia (ed. Michael Kessler and Christian Shepherd; Chicago: University of Chicago Press, 2003), 8-37.
- «Christian Mysticism over Two Millennia», // The Theophaneia School: Jewish Roots of Christian Mysticism (ed. Andrei Orlov and Basil Lurie); St. Petersburg: Byzantino-rossica, 2007, 17-33.
- «The Vision of God and the Form of Glory: More Reflections on the Anthropomorphite Controversy of AD 399», // Abba: The Tradition of Orthodoxy in the West: FS Kallistos Ware (SVS Press, 2007): 273—297.
- "Il corpo di Cristo: Simeone il Nuovo Teologo sulla vita spirituale e la chiesa gerarchica, " Simeone il Nuovo Teologo e il monachesimo a Costantinopoli (Qiqajon: Monastero di Bose, 2003), 255—288. (ENGLISH: «The Body of Christ: Saint Symeon the New Theologian on Spiritual Life and the Hierarchical Church», // The Theophaneia School: Jewish Roots of Eastern Christian Mysticism (Saint Petersburg: Byzantinorossica, 2007), 106—127)
- «Theophaneia: Forum on the Jewish Roots of Orthodox Spirituality», // The Theophaneia School: Jewish Roots of Eastern Christian Mysticism (Saint Petersburg: Byzantinorossica, 2007), xvii-xx.
- «Heavenly Mysteries: Themes from Apocalyptic Literature in the Macarian Homilies and Selected Other Fourth Century Ascetical Writers» // Apocalyptic Themes in Early Christianity (ed. Robert Daly; Grand Rapids: Baker Academic, 2009), 174—192
- «Making the Inside like the Outside: Toward a Monastic Sitz im Leben for the Syriac Apocalypse of Daniel», // To Train His Soul in Books: Syriac Asceticism in Early Christianity (ed. Robin Darling Young and Monica J. Blanchard; CUA Press, 2011). An earlier version of this article is available .